# Lotoria perryi

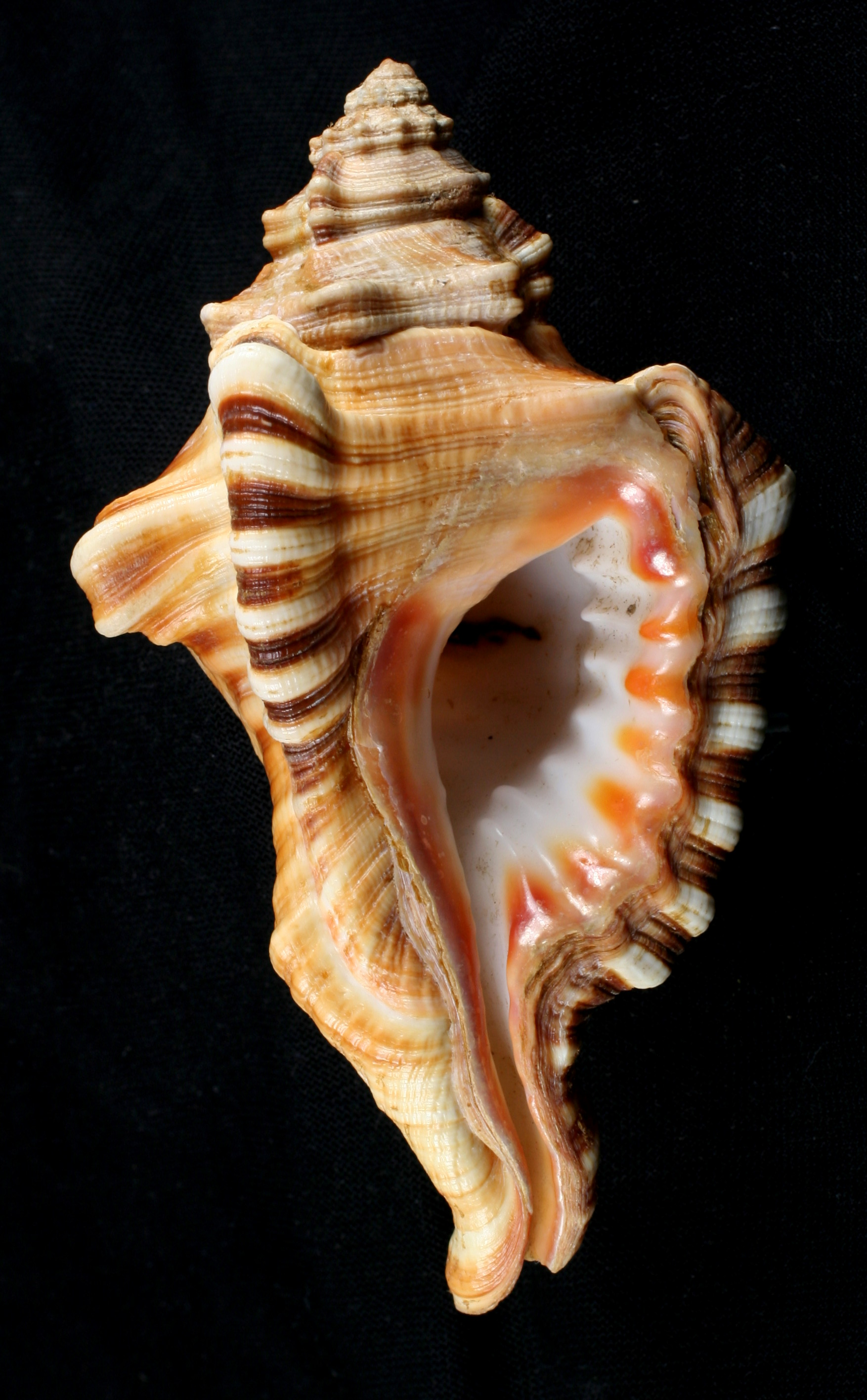
Apetural view of Lotoria perryi (Emerson & Old, 1963)

Lotoria perryi là một loài ốc biển săn mồi, là động vật thân mềm chân bụng sống ở biển trong họ Ranellidae, họ ốc tù và.

## Phân bố
Loài này sống ở hải vực Ấn Độ Dương-Thái Bình Dương.

## Hình ảnh

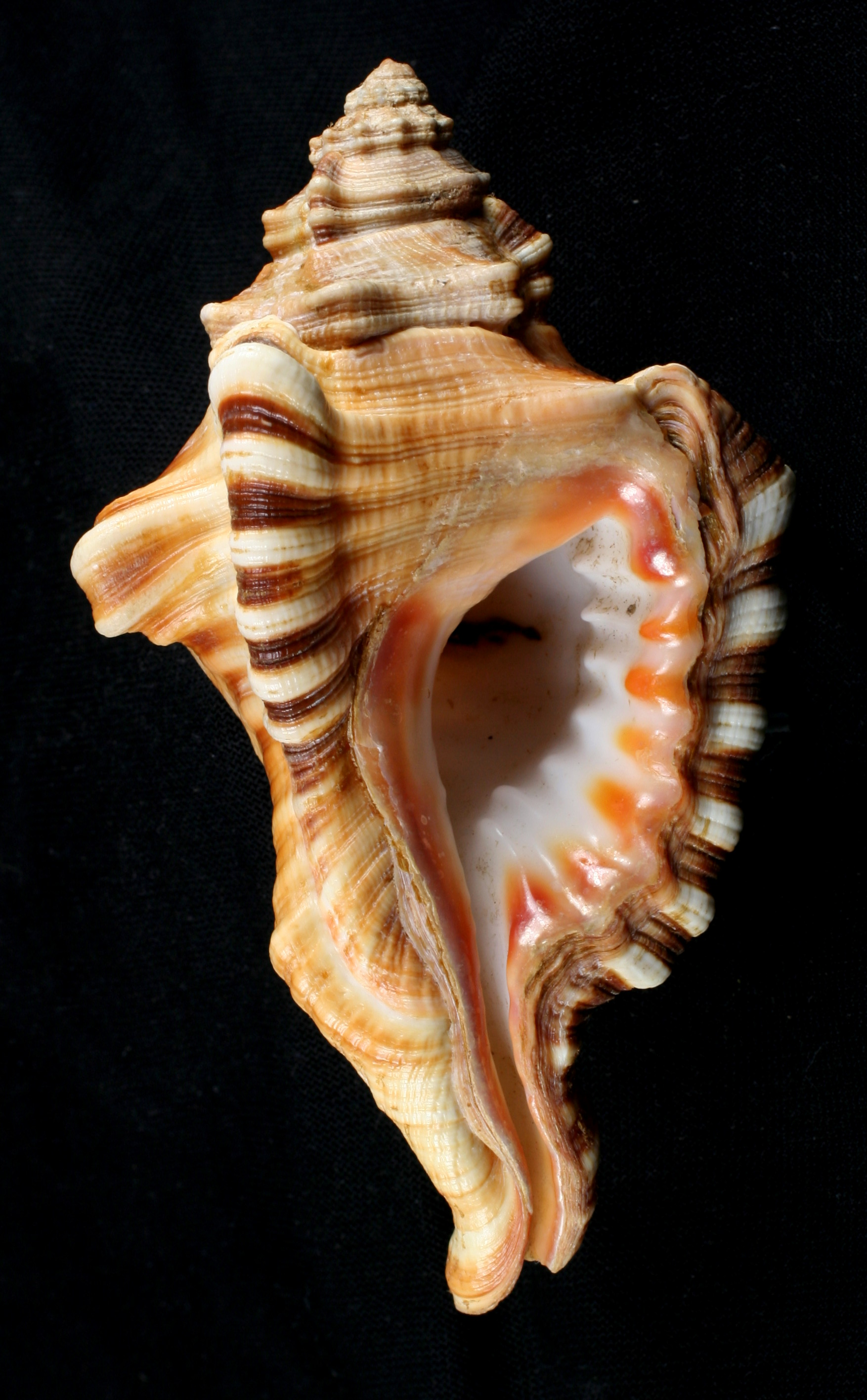